# Tuzantla
Tuzantla es una localidad mexicana, cabecera del municipio homónimo. Está ubicada en la Región Oriente del estado Michoacán, pero enclavada en los límites con la Tierra Caliente, por lo cual se le conoce como «La puerta de la Tierra Caliente».

## Toponimia
La palabra «Tuzantla» proviene del nahua y significa ‘lugar donde abundan las tuzas’.

## Historia
Tuzantla ya existía como población antes de la llegada de los españoles, fueron los frailes franciscanos los encargados de evangelizar la zona en el año 1533, encomendados por Juan Ortega. El curato fue levantado por fray Marcos Ramírez del Prado en 1648, haciendo a San Francisco el santo patrono de la población.
El doctor José Sixto Verduzco, fue cura de Tuzantla, en el lugar conoció a Ignacio López Rayón y se levantó en armas en favor de la Independencia.
Para 1822, contaba con 175 habitantes dedicados a la producción de caña dulce, maíz, ciruela y otros frutos que comercializaban.
Para 1831, la localidad forma parte del municipio de Susupuato en calidad de tenencia, fue hasta el 10 de abril de 1868 que se fundó el municipio de Tuzantla, y por ende la localidad se convirtió en cabecera municipal, razón por la cual se festeja cada 10 de abril el aniversario de la fundación del municipio.

## Economía
La mayoría de la población se dedican a la ganadería, agricultura, a la explotación forestal y en menor proporción a la minería, ya que el municipio cuenta con un yacimiento de cobre.

## Geografía
Se localiza al este del estado, en las coordenadas 19°12′ de latitud norte y 100°34′ de longitud oeste, a una altitud de 580 metros sobre el nivel del mar. Su clima es tropical con lluvias en verano. Tiene una precipitación pluvial anual de 1184.5 milímetros y temperaturas que oscilan entre 19.9 °C y 36.7 °C. Se encuentra ubicada en la orilla del margen izquierdo del río Tuzantla.

## Demografía
Tuzantla cuenta según datos del XIV Censo General de Población y Vivienda del Instituto Nacional de Estadística y Geografía en el año 2020 con una población de 2959 habitantes, de los cuales 1376 son hombres y 1583 son mujeres.

### Población de Tuzantla 1900-2020[4]
| Gráfica de evolución demográfica de Tuzantla entre 1900 y 2020                                    |
|                                                                                                   |
| Población de los censos del Instituto Nacional de Estadística y Geografía (INEGI) de 1910 a 2020. |